# Борлешть (комуна)
Борлешть, Борлешті (рум. Borlești) — комуна у повіті Нямц в Румунії. До складу комуни входять такі села (дані про населення за 2002 рік):
- Борлешть (2834 особи)
- Мастакен (1814 осіб)
- Некіт (287 осіб)
- Русень (3573 особи)
- Шовоая (585 осіб)

Комуна розташована на відстані 262 км на північ від Бухареста, 19 км на південний схід від П'ятра-Нямца, 92 км на південний захід від Ясс, 142 км на північний схід від Брашова.

## Населення
За даними перепису населення 2002 року у комуні проживали 9093 особи, усі — румуни. Усі жителі комуни рідною мовою назвали румунську.
Склад населення комуни за віросповіданням:
| Релігія       | Кількість осіб | Відсоток |
| ------------- | -------------- | -------- |
| православні   | 8906           | 97,9%    |
| римо-католики | 27             | 0,3%     |
| старообрядці  | 24             | 0,3%     |
| баптисти      | 9              | 0,1%     |
| п'ятдесятники | 3              | < 0,1%   |
| адвентисти    | 3              | < 0,1%   |